# مهنة الشر
مهنة الشر هي رواية في أدب الجريمة للكاتبة ج. ك. رولينغ، نُشرت تحت الاسم المستعار روبرت غالبريث. هذه الرواية هي الثالثة ضمن سلسلة الروايات البوليسية كورموران سترايك، وقد تبعتها رواية الأبيض القاتل في عام 2018.

## الحبكة
بعد قتله امرأة، يتعقّب رجل غير معروف روبن إيلاكوت، التي يراها جزءًا من خطة للأخذ بثأره من المحقق الخاص كوموران سترايك. بعد أن عملت روبن مع سترايك لمدة سنة، تعمل لديه الآن موظفة بدوام كامل بصفتها محققة وسكرتيرة. دخل سترايك في علاقة مع مقدمة البرامج الإذاعية إيلين، ولكنه ما زال يكنّ بعض مشاعر الحب لروبن، التي لا يوافق خطيبها ماثيو عن عملها الذي تقوم به.
ذات يوم، تتلقى روبن طردًا بريديًا يحتوي على قدم امرأة مقطوعة ورسالة تقتبس أغنية لفرقة بلو أويستر كالت «ميستريس أوف ذا سالمون سولت (كويكلايم غيرل)». يميّز سترايك الأغنية التي كانت المفضلة لدى أمه المتوفاة، ليدا، ويستنتج أن شخصًا ما من ماضيه أرسل هذا الطرد. يطلب سترايك العون من مفتش المباحث إريك وردل ويخبره عن شكّه بأربعة متهمين، ثلاثة منهم كان على معرفة بهم بسبب عمله في فرع التحقيق الخاص:
- تيرينس «ديغير» مالي، عضو في منظمة الجريمة هارنغي، ولديه تاريخ طويل في إرسال أجزاء بشرية مقطّعة، حُكم عليه بالسجن بعد أن أدلى سترايك بشهادة ضده في المحكمة دون الكشف عن هويته.
- نويل بروكبانك، محارب سابق في حرب الخليج، ومتحرش جنسي بالأطفال، حقق سترايك في قضيته، ويلقي باللوم على سترايك بسبب إبعاده عن عائلته.
- دونالد لاينغ، عضو سابق في كتيبة الحدود الملكيّة، ألقى سترايك القبض عليه بسبب اعتدائه الجسدي على زوجته وابنه، ما أدى إلى تسريحه من الخدمة بشكل غير مشرّف ومحاكمته بالسجن لمدة عشرة سنوات.
- جيف ويتيكر، زوج والدة سترايك والمتهم الرئيسي في قضية موت ليدا بالجرعة الزائدة، والذي ما زال سترايك مقتنعًا بجُرمه رغم تبرئة ويتيكر.

الأمر الذي يسبب الضيق لسترايك هو تركيز الشرطة على اشتباههم بمالي بسبب استخدامه السابق هذه الوسيلة في إرسال الأعضاء البشرية بالبريد. يقرر كل من سترايك وروبن إجراء تحقيق منفصل، يبدآنه بمراجعة «المراسلات الغريبة» التي تلقاها المكتب طوال السنوات السابقة، والمخزنة في درج أطلقا عليه بطريقة مازحة تسمية «دُرج المجانين». كان من ضمن محتويات هذا الدُرج العديد من الرسائل التي أرسلتها امرأة شابة تطلب مساعدة سترايك في قطع رجلها نتيجة لإصابتها بمتلازمة نزاهة الهوية الجسدية. يتسلل الشك إلى نفسيّ سترايك وروبن بأن القدم المرسَلة بالبريد هي قدم تلك الشابة.
خلال نزاعٍ نشب بين روبن وماثيو بخصوص العمل، تكتشف روبن أن ماثيو قد أنشأ علاقة مع زميلة جامعية بعد أن تركت الجامعة، ويقرّ ماثيو بذلك على مضض. تستشيط روبن غضبًا وتعلن عن فسخ خطبتها بماثيو، وخلال حالة سُكرها وبؤسها في الحانة، تكشف لسترايك سبب تركها الجامعة. يُصاب سترايك بالارتياع عند سماعه أن روبن قد تعرضت للاغتصاب، وأن المعتدي المجهول تركها ظنًا منه أنها قد توفيت؛ حدث كل ذلك في أوج تألق روبن المهني في الجامعة. لكن يعبّر سترايك عن إعجابه بفعل روبن التي أخبرته بأن تضافر شهادتها والأدلة ضد المعتدي أدّيا إلى تجريمه وسجنه. تخشى روبن أن ما كشفته من معاناة سيدفع سترايك لمعاملتها كضحية، ولكن سترايك يُضمر في سرّه أنه سيفعل عكس ذلك تمامًا.
في ما بعد، يسافر سترايك إلى إدنبرة، حيث يوجد أحد زملائه السابقين من فرع التحقيق الخاص. يتظاهر الزميل بأنه «نسي» أن يغلق ملف بروكبانك العسكري ويترك الغرفة لعدم قانونية إفشائه محتويات الملف لسترايك، الذي يُعتبر الآن مدنيًا. بعد فحص الملف، يكتشف سترايك أن شيكات راتب بروكبانك التقاعدي ترسَل إلى عنوان في بارو-إن-فورنيس. خلال وجوده في اسكتلندا، يستعير سترايك سيارة زميله لزيارة قرية ميلروز، حيث تعيش والدة لاينغ. كان سترايك يأمل بالحصول على معلومات من والدة لاينغ تُفيد بمكان وجود ابنها الحالي، ولكنه يُصاب بخيبة أمل عند اكتشافه أن الأم مصابة بمرحلة متقدمة من الخَرَف، ولا تستطيع أن تقدم له أي مساعدة.